# Tully (hrabstwo Onondaga)
Tully – wieś w Stanach Zjednoczonych, w stanie Nowy Jork, w hrabstwie Onondaga.